# Ayumayu gekijou
Ayumayu gekijou, eller Ayumayu Theater, är en anime (ONA) och spinoff på Kimi ga nozomu eien. Ayumayu gekijou distribueras via Kiminozo Radios webbplats mellan september och december 2006. Totalt sändes fyra delar som alla är fem minuter långa. Rollfigurerna är små parodier på dem i KimiNozo och med inslag av relaterade projekt (bland annat från Muv-Luv). De två huvudfigurerna är Ayu och Mayu som i KimiNozo arbetar på samma snabbmatshak som Takayuki. Showen släpptes på DVD i Japan den 23 februari 2007 och lanserades då som en OVA.

## Rollfigurer ochseiyū
- Ayu Dakuuji - Kiyomi Asai
- Mayu Tamano - Kozue Yoshizumi
- Mitsuki Hayase - Chiaki Takahashi
- Akane Suzumiya - Kaori Mizuhashi
- Takayuki Narumi - Kishō Taniyama
- Haruka Suzumiya - Minami Kuribayashi
- Kagami Sumika - Hiroko Taguchi
- Yashiro Kasumi - Minami Kuribayashi
- Shirogane Takeru - Souichirou Hoshi

## Episoder
| Nr | Namn                              | Första sändning |
| -- | --------------------------------- | --------------- |
|    |                                   |                 |
| 01 | "Hakuchuu no Shikaku... sa."      | 2006-09-29      |
| 02 | "Furikaereba Yatsu ga Iru... sa." | 2006-10-27      |
| 03 | "Ari yo Saraba... sa."            | 2006-11-24      |
| 04 | "Ou-sama no Resutoran... sa."     | 2006-12-29      |

## Musik
- "Intro: Koi no bakudan deito" av UYAMUYA
- Låt i episod 4: Carry On av Endou Masaaki